# Noriko Mizoguchi
Noriko Mizoguchi (japonès: 溝口紀子)  (Shizuoka i Iwata, 23 de juliol de 1971) és una judoka japonesa, ja retirada, que va competir durant les dècades de 1980 i 1990.
El 1992 va prendre part en els Jocs Olímpics d'Estiu de Barcelona, on guanyà la medalla de plata en la competició del pes semi lleuger del programa d'judo en perdre en la final contra l'espanyola Almudena Muñoz. Quatre anys més tard, als Jocs d'Atlanta, quedà eliminada en quarts de final en la categoria de pes lleuger.
En el seu palmarès també destaquen una medalla de bronze al Campionat d'Àsia de judo i cinc campionats nacionals entre d'altres victòries.